# ELSHAM
ELSHAM ist eine Menschenrechtsorganisation in Jayapura, Westneuguinea (Indonesien). Die Abkürzung steht auf Indonesisch für Institut für Menschenrechtsstudien und -verteidigung. Einige ihrer führenden Repräsentanten wie John Rumbiak leben im Exil.
Der Verein engagiert sich gegen Menschenrechtsverletzungen und Umweltzerstörung in dem an Rohstoffen reichen Westneuguinea und berichtet regelmäßig über die Menschrechtslage in dem seit den 1960er-Jahren zu Indonesien gehörenden Landesteil. Die Zahl der seitdem dort stattgefundenen außergerichtlichen Tötungen wird von ELSHAM auf 100.000 geschätzt. Einer der Brennpunkte des Konfliktes ist die von Freeport-McMoRan betriebene Grasberg-Mine, um die es in der Vergangenheit mehrfach zu blutigen Auseinandersetzungen kam. ELSHAM kritisierte in diesem Zusammenhang scharf das Vorgehen des indonesischen Militärs gegen Demonstranten. Auch Vertreter von ELSHAM wurden selbst – besonders aufgrund ihrer kritischen Berichterstattung – zur Zielscheibe von Übergriffen. Rumbiak floh 2002 nach Drohungen der indonesischen Polizei in die USA. Dort wurde er als Gastdozent an die Columbia-Universität in New York berufen.